# عزب دفشو
قرية عزب دفشو هي إحدى القرى التابعة لمركز كفر الدوار في محافظة البحيرة في جمهورية مصر العربية. حسب إحصاءات سنة 2006، بلغ إجمالي السكان في عزب دفشو 58047 نسمة، منهم 29100 رجل و28947 امرأة.